# 李安度·達·方辛卡·尤西比奧
李安度·達·方斯加·尤西比奧（Leandro da Fonseca Euzébio，1981年8月18日—），一般称作李安度，生于卡波弗里奧，巴西职业足球运动员，现以外借身份效力于日本職業足球联赛球会大宮松鼠队。